# Résolution 1222 du Conseil de sécurité des Nations unies
Membres permanents
- Chine
- États-Unis
- France
- Royaume-Uni
- Russie

Membres non permanents
- Argentine
- Bahrain
- Brésil
- Canada
- Gabon
- Gambie
- Malaisie
- Namibie
- Pays-Bas
- Slovénie

Résolution no 1221 Résolution no 1223
La résolution 1222 du Conseil de sécurité des Nations unies, adoptée à l'unanimité le 15 janvier 1999, après avoir rappelé les résolutions précédentes sur la Croatie, notamment les résolutions 779 (1992), 981 (1995), 1147 (1998) et 1183 (1998), a autorisé la Mission d'observation des Nations unies à Prevlaka (MONUP) à continuer de surveiller la démilitarisation de la péninsule de Prevlaka en Croatie jusqu'au 15 juillet 1999. 
Le Conseil de sécurité s'est félicité de la récente levée des restrictions à la liberté de mouvement de la MONUP et de l'amélioration de la coopération de la Croatie, mais a également noté des violations de longue date du régime de démilitarisation et la présence de forces yougoslaves et parfois croates. Il s'est également félicité de la volonté de la Croatie de rouvrir les points de passage avec le Monténégro, mesure de confiance importante qui avait favorisé la circulation des civils dans les deux sens.
Les parties ont été invitées à mettre pleinement en œuvre l'accord sur la normalisation de leurs relations, à cesser les violations du régime de démilitarisation, à réduire les tensions et à garantir la liberté de mouvement des observateurs des Nations unies. Le secrétaire général Kofi Annan a été invité à envisager une réduction du nombre d'observateurs militaires jusqu'à 22, à la lumière de l'amélioration des conditions. Il a également été prié de faire rapport au Conseil sur la situation avant le 15 avril 1999 concernant les progrès vers une solution pacifique du différend entre la Croatie et la république fédérale de Yougoslavie (Serbie-et-Monténégro). Enfin, la Force de stabilisation (SFOR, acronyme anglais pour Stabilisation Force), autorisée par résolution 1088 (1996) et prolongée par la résolution 1174 (1998), était tenue de coopérer avec la MONUP.

## Voir également
- Dislocation de la Yougoslavie
- Guerre de Croatie
- Guerres de Yougoslavie